# Yōko Tanaka
Yōko Tanaka (田中 陽子?; Yamaguchi, 30 luglio 1993) è una calciatrice giapponese, centrocampista dell'Huelva e della Nazionale giapponese.

## Carriera
Ha debuttato con la maglia della Nazionale nipponica in occasione dell'edizione 2013 dell'Algarve Cup.

## Statistiche

### Cronologia presenze e reti in nazionale
| Cronologia completa delle presenze e delle reti in nazionale ― Giappone | Cronologia completa delle presenze e delle reti in nazionale ― Giappone | Cronologia completa delle presenze e delle reti in nazionale ― Giappone | Cronologia completa delle presenze e delle reti in nazionale ― Giappone | Cronologia completa delle presenze e delle reti in nazionale ― Giappone | Cronologia completa delle presenze e delle reti in nazionale ― Giappone | Cronologia completa delle presenze e delle reti in nazionale ― Giappone | Cronologia completa delle presenze e delle reti in nazionale ― Giappone |
| Data                                                                    | Città                                                                   | In casa                                                                 | Risultato                                                               | Ospiti                                                                  | Competizione                                                            | Reti                                                                    | Note                                                                    |
| ----------------------------------------------------------------------- | ----------------------------------------------------------------------- | ----------------------------------------------------------------------- | ----------------------------------------------------------------------- | ----------------------------------------------------------------------- | ----------------------------------------------------------------------- | ----------------------------------------------------------------------- | ----------------------------------------------------------------------- |
| 6-3-2013                                                                | Algarve                                                                 | Giappone                                                                | 0 – 2                                                                   | Norvegia                                                                | Algarve Cup 2013                                                        | -                                                                       |                                                                         |
| 8-3-2013                                                                | Algarve                                                                 | Giappone                                                                | 1 – 2                                                                   | Germania                                                                | Algarve Cup 2013                                                        | -                                                                       |                                                                         |
| 13-3-2013                                                               | Algarve                                                                 | Giappone                                                                | 1 – 0                                                                   | Cina                                                                    | Algarve Cup 2013                                                        | -                                                                       |                                                                         |
| 22-9-2013                                                               | Nagasaki                                                                | Giappone                                                                | 2 – 0                                                                   | Nigeria                                                                 | Amichevole                                                              | -                                                                       |                                                                         |
| Totale                                                                  |                                                                         | Presenze                                                                | 4                                                                       |                                                                         | Reti                                                                    | 0                                                                       |                                                                         |